# Nonnos de Nisibe
Nonnos de Nisibe (en syriaque Nana) est un théologien chrétien de l'Église syrienne jacobite, né vers 790, mort vers 870.

## Éléments biographiques
Il était parent du théologien (mallpono) Abou-Raïta de Tikrit, qui fut sollicité vers 815 par le prince arménien Achot Msaker pour venir donner la réplique à l'évêque et missionnaire melkite Théodore Abu Qurrah, et qui, ne pouvant se déplacer, se fit remplacer par Nonnos, qui était diacre. Selon le chroniqueur Michel le Syrien, Nonnos, alors un très jeune homme, fut envoyé auprès d'Achot par le patriarche Cyriaque de Tikrit, ce qui n'est pas contradictoire, et permet de préciser la date. Théodore Abu Qurrah, homme beaucoup plus âgé, et ancien évêque de Harran, aurait au début refusé de débattre avec le jeune diacre, mais celui-ci, grâce à son talent rhétorique, l'aurait emporté sur lui et (disent les sources jacobites) l'aurait forcé à quitter l'Arménie. Pendant son séjour, apparemment prolongé, dans ce pays, Nonnos aurait également combattu des ariens et des « phantasiastes » (c'est-à-dire des monophysites « julianistes »).
Nonnos est à nouveau mentionné par Michel le Syrien pour l'année 827/828 : le patriarche Denys de Tell-Mahré tient dans le monastère d'Asphoulos, près de Reshaïna (Ras al-Ayn), un synode qui dépose le métropolite Philoxène de Nisibe, coupable de collusion avec l'anti-patriarche Abraham de Qartamin ; le métropolite a été dénoncé par Nonnos, qui est son archidiacre, et par Abou-Raïta. Est jointe une lettre de Denys de Tell-Mahré, qui parle seulement de Nonnos, qualifié d'« homme vertueux et estimable », et qui révèle que les accusations ont été portées six ans avant le synode, donc en 822. Nonnos, après son séjour en Arménie, était donc revenu à Nisibe.
Une autre source sur la vie de Nonnos est la Préface à la traduction arménienne de son Commentaire de l'Évangile de Jean, due à un contemporain de Nonnos, mais de la génération suivante. Ce texte nous apprend que Nonnos fut reçu à nouveau en Arménie par le fils d'Achot Msaker, Bagrat II Bagratouni, prince de Taron, qui lui ordonna d'entreprendre le travail qui devait conduire à la rédaction du Commentaire : une recherche et une étude de trois ans en Mésopotamie sur les écrits des pères syriaques. La rédaction de ce Commentaire est également évoquée par les chroniqueurs Mkhitar d'Ayrivank et Kirakos de Gandzak. Nonnos le composa en arabe, qui était à l'époque la langue de la communication entre les Syriens et les Arméniens.
Après une révolte de l'Arménie contre la domination arabe (842-847), la répression s'abattit sur le pays, ordonnée par le calife Jafar al-Mutawakkil, dont le lieutenant Yousouf parvint à capturer le prince Bagrat et les autres responsables de l'insurrection, incarcérés à Samarra (851). Nonnos fut du nombre des prisonniers et passa plusieurs années en détention. Selon la Préface, le précieux Commentaire fut récupéré par le prince Smbat VIII « le Confesseur », frère de Bagrat II et sparapet, jusqu'à ce qu'il soit lui aussi capturé et déporté (855). Le livre échut alors à sa petite-fille la princesse Mariam (fille d'Achot Medz). La traduction arménienne du Commentaire en arabe fut commandée à la fois par Smbat et par Mariam.
Pendant sa captivité, Nonnos composa deux autres textes : un traité contre le nestorien Thomas de Marga, et un autre, le Traité apologétique, adressé à un destinataire inconnu qui lui avait posé trois questions : comment montre-t-on par la raison qu'il n'y a qu'un seul Dieu, que Dieu est en trois personnes, et que le Verbe s'est incarné d'une façon qui convient à Dieu?
En 862, Nonnos étant libéré, fut réuni en Arménie le concile de Chirakawan : le prince Achot Medz et le catholicos Zacharie Ier répondait à une démarche du patriarche Photius de Constantinople visant à la réunification de l'Église arménienne avec l'Église grecque. Nonnos représenta dans ce concile le point de vue de l'Église syrienne jacobite, liée de longue date à l'Église arménienne. Il semble que Nonnos fut la personnalité dominante de ce concile : il y arriva auréolé d'un statut de « confesseur de la foi », emprisonné avec Bagrat II et Sembat VIII ; les canons adoptés s'inspirèrent largement de la doctrine de son Commentaire sur saint Jean, livre rédigé, puis traduit en arménien, sur l'ordre des deux princes martyrs. Le Commentaire ne nous est d'ailleurs parvenu que dans cette traduction arménienne.

## Éditions
- Nonnus de Nisibe, Traité apologétique, étude, texte et traduction (syriaque et français) par A. van Roey, Bibliothèque du Muséon, vol. 21, Louvain, 1948[7].